# Sinh sản ở cừu nhà

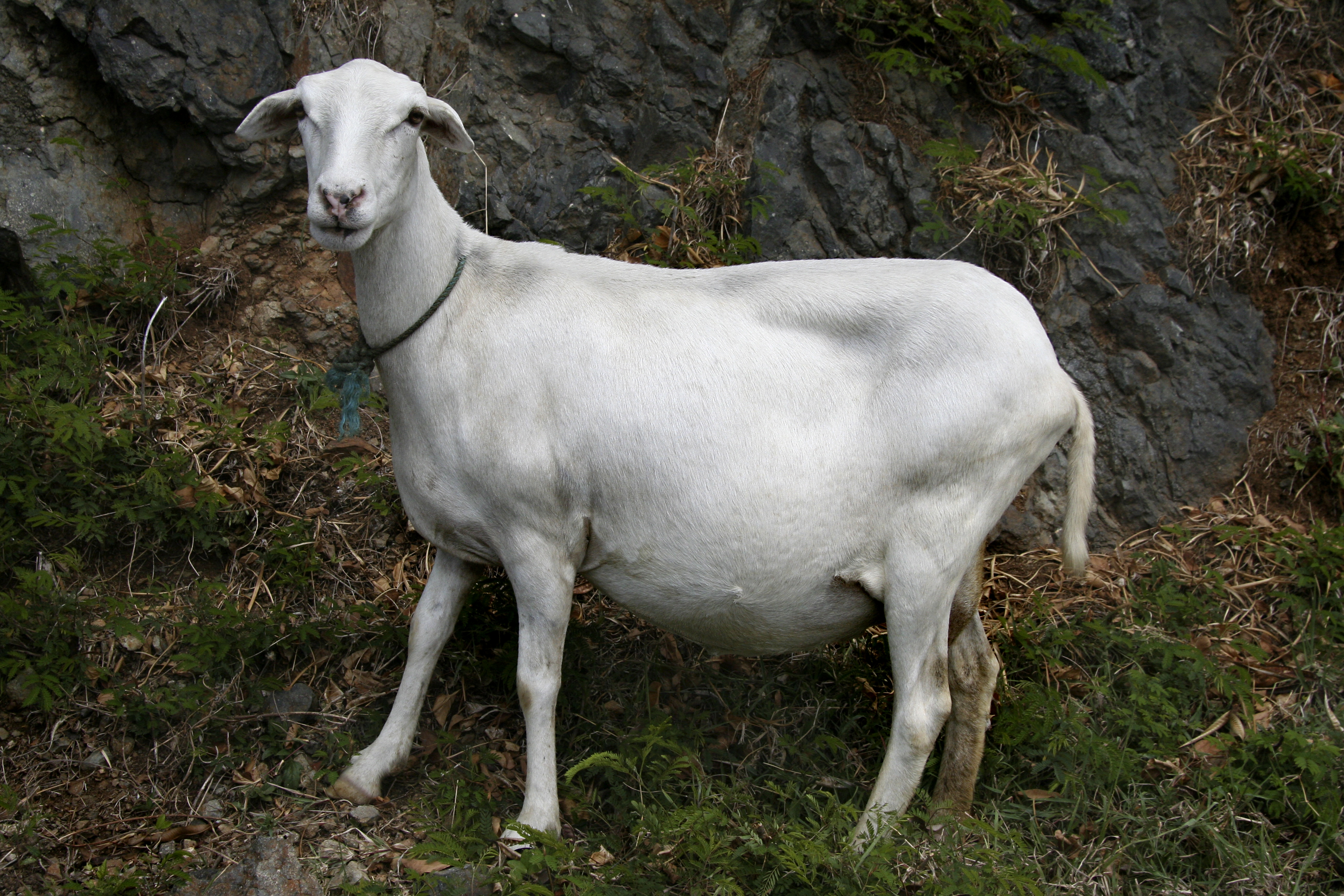
Một con cừu cái đang mang thai

Sinh sản ở cừu chỉ về quá trình sinh sản và sinh trưởng của các giống cừu nhà. Cừu là đối tượng quan trọng trong ngành chăn nuôi do đó công tác sinh sản của chúng có vai trò rất quan trọng. Như với động vật có vú khác, sinh sản của cừu xảy ra qua đường tình dục, chiến lược sinh sản của chúng rất giống với các con gia súc bầy đàn khác. Một đàn cừu thường được phối giống bởi một con đực duy nhất, mà nó có thể do được lựa chọn bởi nông dân hay con cừu đực này đã khẳng định sự thống trị thông qua các cuộc cạnh tranh với con đực khác (trong các quần thể hoang dã). Hầu hết các con chiên vào mùa sinh sản (tupping) trong mùa thu, mặc dù một số giống có thể sinh sản quanh năm.

## Tổng quan
Khả năng sinh sản là một trong những tính trạng quan trọng trong chăn nuôi cừu, số cừu con/lần đẻ hay số cừu con/năm/cừu cái là một chỉ số tốt và theo đây là chỉ tiêu rất quan trọng vì nó chính là hiệu quả sinh học của cừu. Số lượng thịt cừu, sữa và len sản xuất ra/năm do khả năng sinh sản quy định. Cũng giống như khả năng sinh trưởng, những nhân tố ảnh hưởng đến sinh sản trước hết là di truyền và ngoại cảnh bao gồm khí hậu, thời tiết, mùa vụ sinh sản, thức ăn, nuôi dưỡng và chăm sóc, quản lý, trong đó dinh dưỡng, thức ăn và chăm sóc giữ vai trò quan trọng nhất, còn quản lý là yếu tố không thể thiếu.
Tính trạng sinh sản ở cừu có hệ số di truyền thấp, biểu hiện kiểu hình rời rạc nên khó áp dụng các biện pháp chọn lọc, chọn lọc về sinh sản ở cừu liên quan đến khả năng sinh sản và phụ thuộc rất nhiều vào đa dạng di truyền của các thành phần sinh sản. Để khắc phục việc hệ số di truyền về khả năng sinh sản thấp ở cừu, lai giữa các giống cũng là một giải pháp khả thi. Tỷ lệ phần trăm cừu đẻ cao hơn do tăng số lượng các cặp sinh đôi.
Khối lượng sơ sinh là một tính trạng chịu ảnh hưởng di truyền của phẩm giống, các giống khác nhau thì có khối lượng sơ sinh khác nhau, khối lượng sơ sinh cao thường thấy ở những giống cừu cao sản. Tăng trọng và khối lượng cai sữa của cừu nhiệt đới thấp hơn cừu ôn đới. Tốc độ tăng trưởng của những con cừu con, đặc biệt là trong giai đoạn đầu của sự phát triển thường chịu ảnh hưởng mạnh mẽ bởi giống (kiểu gen) việc chọn lọc đã cải thiện về tầm vóc, năng suất của cừu.
Khối lượng sơ sinh là một tính trạng phụ thuộc vào giống đực tham gia nhân giống. Khối lượng sơ sinh cao thường di truyền theo chiều hướng giống cừu cao sản. Khối lượng sơ sinh của cừu con còn chịu ảnh hưởng khối lượng mẹ lúc đẻ. Khối lượng sơ sinh bị ảnh hưởng mạnh mẽ của cừu mẹ, điều kiện ăn, mùa sinh và hệ thống sản xuất khối lượng sơ sinh của cừu con chịu ảnh hưởng rất nhiều bởi cừu mẹ và tương tác giữa cừu mẹ với mùa vụ.

## Các yếu tố

### Mùa vụ
Động dục ở cừu chủ yếu đặc trưng theo mùa, điều này là liên quan đến nhiều yếu tố di truyền và bên ngoài. Thời gian chiếu sáng hàng ngày và các chu kỳ nhiệt độ môi trường nổi bật nhất trong khu vực ôn đới, trong khi chu kỳ hàng năm về lượng mưa, với hậu quả là số và lượng thức ăn sẵn có, là các biến quan trọng trong khu vực nhiệt đới ảnh hưởng đến khả năng sinh sản của cừu. Khi những thay đổi này đạt đến mức độ cao, cừu và các loài động vật có thể phản ứng bằng cách phát triển một loạt các vấn đề khác nhau như thay đổi thói quen ăn uống, dự trữ năng lượng dưới dạng các mô mỡ, làm giảm sự trao đổi chất, sự thay lông, chế độ ngủ đông và di cư.
Tương tác bầy đàn mạnh mẽ có thể ảnh hưởng đến tình trạng sinh sản của cừu. Mối quan hệ giữa con đực và cái và giữa các con đực hay giữa các con cái đã được xác định là ảnh hưởng đến các thông số khác nhau của sinh sản ở cả cừu cái và cừu đực. Cơ chế khác là một chiến lược sinh sản liên quan đến một biện pháp tránh thai tự nhiên rong đó hạn chế các hoạt động sinh sản đến thời gian tốt nhất của năm để đảm bảo rằng sinh đẻ xảy ra tại một thời điểm thích hợp. Ở các vùng lạnh và ôn đới, khoảng thời gian này tương ứng với mùa xuân hoặc đầu mùa hè trong khi ở vùng khí hậu khô cằn nóng nó trùng với mùa mưa. Các giống có nguồn gốc nằm giữa 350 N và 350 S có xu hướng sinh sản ở tất cả các thời điểm trong năm trong khi ở các vĩ độ lớn hơn 350. Giống cừu từ các vĩ độ trung gian có một thời gian yên lặng ngắn trong đó có một tỷ lệ cừu rụng một trứng tự nhiên.
Giữa các giống cừu cũng có sự biến động lớn. Mùa sinh sản bắt đầu trong hầu hết các giống cừu trong mùa hè hoặc đầu mùa thu. tỷ lệ thụ thai, số con sinh ra thay đổi theo mùa. Tuy nhiên khi so sánh ảnh hưởng của mùa vụ đẻ của các giống cừu khác nhau đến khả năng sinh sản thì lại thấy mùa vụ đẻ ảnh hưởng đến khối lượng sơ sinh và số con cai sữa nhưng không ảnh hưởng đến số con sinh ra. Môi trường, đặc biệt là chế độ ánh sáng có ảnh hưởng rõ đến tính mùa vụ trong sinh, có thể khắc phục ảnh hưởng này bằng việc điều khiển về chế độ chiếu sáng tự nhiên ảnh hưởng đến tính mùa vụ trong sinh sản ở cừu cái nếu chúng có mỡ dự trữ trong cơ thể ở mức khá cao.
Mùa sinh có ảnh hưởng đến khối lượng sơ sinh, tỷ lệ chết, số con/lứa và tăng trọng của cừu con. Khối lượng lúc cai sữa của cừu sinh vào mùa thu nặng hơn, thịt xẻ, phổi, lách, cơ đường tiêu hóa cừu sinh mùa thu thấp hơn, nhưng khối lượng gan, thận, ruột non cao hơn. Cừu sinh vào các mùa khác nhau khuynh hướng có khối lượng sơ sinh khác nhau, cừu sinh vào mùa đông có khối lượng lúc sơ sinh và cai sữa cao hơn so với cừu sinh vào mùa thu và mùa hè báo cáo rằng cừu sinh vào mùa xuân có khối lượng lúc sơ sinh và cai sữa cao hơn cừu sinh vào mùa thu hoặc đông. 

### Nội tiết tố
Khả năng sinh sản được xác định bởi một hiệu ứng đa nội tiết tố, bao gồm không chỉ quan hệ tình dục và gonadotropin hocmon mà cả các hocmon giúp trao đổi chất mạnh hơn cũng rất quan trọng. Một chức năng bị khiếm khuyết trong bất kỳ thành phần phức tạp của hiệu ứng đa nội tiết tố này sẽ ảnh hưởng trực tiếp đến sinh sản. Ảnh hưởng của dinh dưỡng đến tỷ lệ rụng trứng sẽ rõ hơn khi các biện pháp dinh dưỡng được tiến hành trong giai đoạn chuyển tiếp giữa thời kỳ không động dục (do mùa vụ hay do nuôi con) và ở thời kỳ phối giống Điểm thể trạng (BCS) chính là một phản ánh tình trạng dinh dưỡng của con vật. 

### Thời tiết
Stress nhiệt ảnh hưởng đáng kể đến thời gian động dục lại lý do trì hoãn động dục có thể do hocmon LH thay đổi nhịp tiết và giảm tiết oestrogen và GnRH. Mùa vụ có ảnh hưởng rất lớn đến sinh sản ở cừu. Hoạt động sinh dục của cừu cao vào cuối mùa hè và mùa thu, thấp vào cuối mùa đông và mùa xuân. Sự nhạy cảm của cừu đực đến chiếu sáng là khác nhau. Hoạt động tình dục thường được kích thích 1-1,5 tháng trước đó đối với cừu đực, cho phép khi chu kỳ của con cái bắt đầu, con đực đã đạt được một mức độ cao của hoạt động tình dục. Cừu đực biểu hiện sự biến động theo mùa trong hành vi tình dục, hoạt động nội tiết, giao tử và cũng như khối lượng tinh hoàn và lượng tinh trùng.
Trong khu vực nhiệt đới và cận nhiệt đới, cừu bản địa bị hạn chế hoạt động tình dục trong những tháng mùa hè. Nhiệt độ môi trường cao gây suy giảm chức năng sinh sản ở cừu. Hiệu ứng nhiệt là trầm trọng hơn khi stress nhiệt đi kèm với độ ẩm môi trường cao. Sự căng thẳng do nhiệt gây ra một loạt các thay đổi mạnh mẽ trong chức năng sinh học ở động vật, bao gồm giảm lượng thức ăn và hiệu quả sử dụng thức ăn, rối loạn trong chuyển hóa nước, protein, năng lượng và khoáng, rối loạn trong tiết xuất hocmon và chất chuyển hóa trong máu. Sự khác biệt về môi trường dẫn đến các thay đổi về thời tiết, đặc biệt là lượng mưa đã ảnh hưởng trực tiếp đến số lượng và chất lượng cỏ do đó ảnh hưởng đến sinh trưởng, số lượng và chất lượng thịt cừu.

### Thức ăn

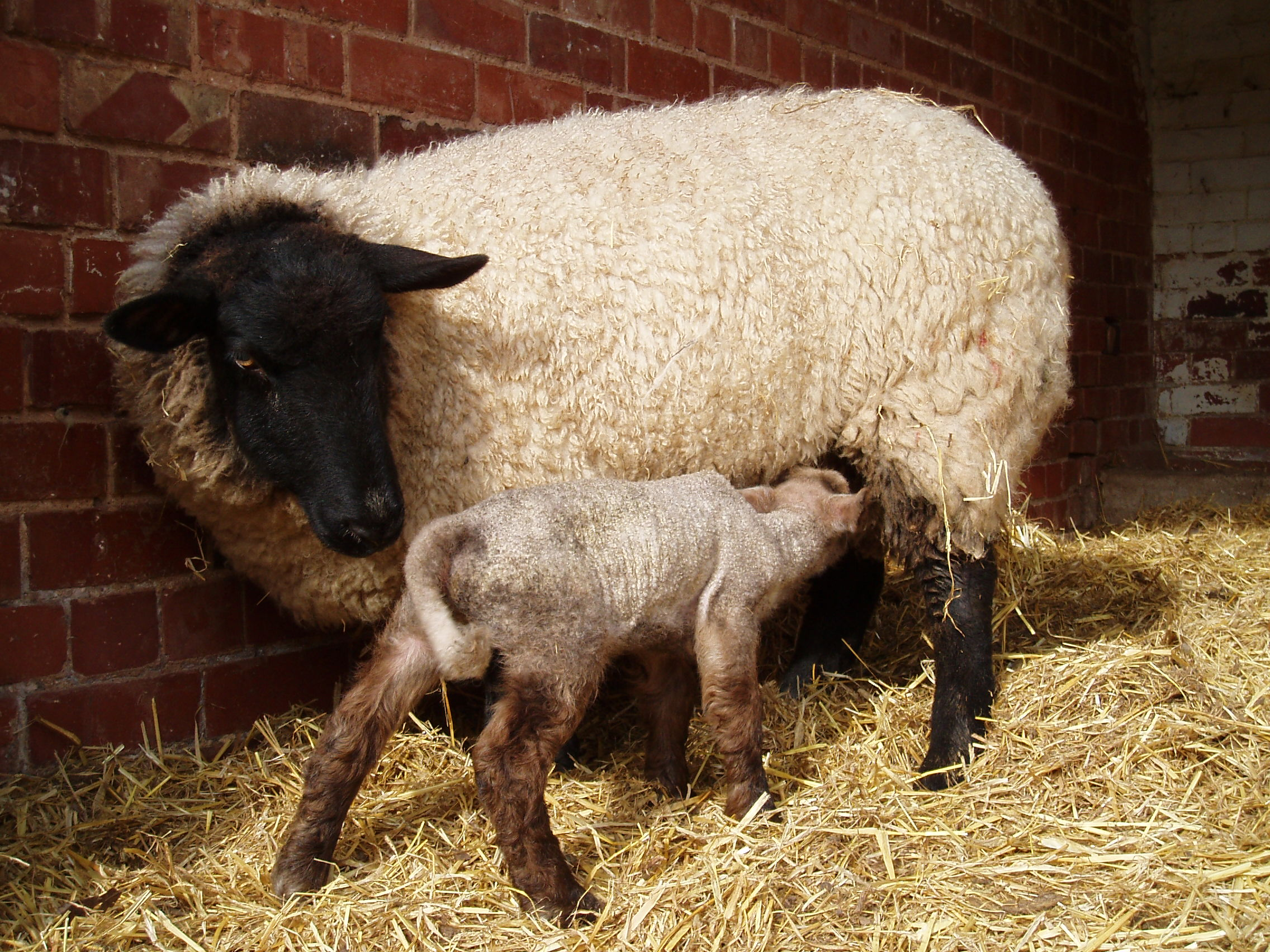
Một con cừu mẹ đang cho con bú

Dinh dưỡng của cừu cũng là một trong những yếu tố quan trọng ảnh hưởng đến khả năng sinh sản của cừu. Dinh dưỡng còn ảnh hưởng đến nhiều khía cạnh của khả năng sinh sản ở cừu, như tuổi dậy thì ở cả hai giới tính, khả năng sinh sản, tỷ lệ rụng trứng, sự sống của phôi thai, khoảng cách giữa hai lứa đẻ, sự phát triển tinh hoàn và sản xuất tinh trùng. Bất cập dinh dưỡng có thể hiển thị các hiệu ứng của chúng ở ngắn, trung và dài hạn. Cừu cái có thể bị mất khối lượng cơ thể mà không có bất kỳ ảnh hưởng bất lợi ngay lập tức nào về khả năng sinh sản.
Có tương tác quan trọng giữa kiểu gen và mức độ dinh dưỡng, dinh dưỡng là một trong những yếu tố chính ảnh hưởng đến tỷ lệ rụng trứng. Thông thường, cừu được chăn thả một nửa năm, trong mùa đông và khi đẻ chúng được nhốt tại chuồng hoặc chăn thả cộng với thức ăn bổ sung. Điều quan trọng là cừu phải nhận được dinh dưỡng đầy đủ để tránh giảm điểm thể trạng hoặc có vấn đề khi sinh, dinh dưỡng kém là nguyên nhân gây động dục không đều đặn ở cừu cái, giảm rụng trứng, con sinh ra yếu, ngộ độc khi chửa và giảm tỷ lệ sinh đôi, ở cừu đực dinh dưỡng kém làm giảm số lượng và chất lượng tinh. Ở cừu đực, những thay đổi trong chế độ dinh dưỡng dẫn đến phản ứng trong kích thước tinh hoàn và chức năng sinh tinh.
Lượng thức ăn dành cho cừu ăn ngay trước khi thụ tinh cũng có tầm quan trọng đáng kể, nếu ở giai đoạn đó, cho cừu ăn mức ăn đầy đủ lượng dinh dưỡng cừu có thể rụng nhiều trứng hơn so với bình thường. Mức dinh dưỡng cừu nhận được trong mùa đông và mùa xuân có thể ảnh hưởng đến tỷ lệ phần trăm cừu động dục vào mùa thu sau nhưng bổ sung thêm dinh dưỡng trước khi bắt đầu mùa phối giống không làm chậm mùa sinh sản trừ cừu tơ và cừu già các rối loạn sinh sản xuất hiện trong vùng có lượng mưa rất khác nhau bởi sự thay đổi trong thức ăn sẵn có, cả hai loại cừu ôn đới và nhiệt đới, mức dinh dưỡng dường như có ít ảnh hưởng đến sự khởi đầu và thời gian của mùa sinh sản. 